# Pseudophanella turbata
Pseudophanella turbata är en insektsart som först beskrevs av Victor Lallemand 1912.  Pseudophanella turbata ingår i släktet Pseudophanella och familjen Dictyopharidae. Inga underarter finns listade i Catalogue of Life.